# 玉浦有之祐
玉浦 有之祐（たまうら ゆうのすけ、1988年3月2日 - ）は、長崎県出身で劇団前進座に所属する歌舞伎役者。
瓊浦高等学校の演劇部員であった頃、前進座の舞台を観て俳優を志した。高校を卒業後、忠村臣弥とともに前進座付属養成所に入所し(第26期)、2009年に入座。
本名（本村 祐樹）で舞台に立っていたが、2017年1月に現在の芸名である玉浦有之祐に改名している。
女方を主としているが、棒しばりの太郎冠者や老け役などもこなし、現代劇やミュージカル・朗読劇、さらに映画など幅広いジャンルに取り組んでいる。

## 出演

### テレビ
- ぴんとこな（TBS）（2013年）

### 舞台
- 『白野弁十郎』（劇団若獅子）（2012年）
- 『黒雲峠』（アーティストジャパン）（2017年）- 「樋口三右衛門」役
- 『雨上がる』（御園座）（五木プロモーション）（2019年）- 旅一座の役者「粂太郎」役

### 映画
- 祈りー幻に長崎を想う刻（2021年）「新堂」役